# Hevea microphylla
Hevea microphylla är en törelväxtart som beskrevs av Ernst Heinrich Georg Ule. Hevea microphylla ingår i släktet Hevea och familjen törelväxter. Inga underarter finns listade i Catalogue of Life.